# Franciscanessen van Charitas
De Franciscanessen van Charitas (ook aangeduid als: Zusters van Steenbergen) is een congregatie van Franciscanessen penitenten-recollectinen.

## Geschiedenis
De congregatie werd gesticht in 1834 door Barbara Saelmaeckers te Oosterhout. De zusters wijdden zich aan zorg voor bejaarden, zieken en wezen. Ook werkten zij in de missie: Sedert 1926 in Indonesië en later ook in Tanzania.
Van 1834 tot 1853 bevond hun moederhuis zich aan de Gasthuisstraat te Oosterhout. De zusters wijdden zich aan de verpleging. Aanvankelijk was het een succursaalhuis van de Franciscanessen "Alles voor Allen" uit Breda, maar in 1845 scheidde het zich af en werd een zelfstandige congregatie.
De zusters verhuisden hun moederhuis in 1853 naar Steenbergen, aan de Kleine Kerkstraat 8, aanvankelijk in een verbouwde gendarmerie. Ze gaven tot 1917 onderwijs aan schipperskinderen, verzorgden bejaarden in Tehuis Charitas, verpleegden zieken en vanaf 1920 onderhielden ze de wijkverpleging. Tot 1878 bleven ook in het Oosterhoutse pand nog zusters wonen en zich aan de ziekenverzorging wijden. Ze verhuisden in 1878 naar Leijsenhoek 73, waar ze tot na 1970 actief bleven.
In 1905 werd het moederhuis verplaatst naar de Kalsdonksestraat 89 te Roosendaal, hoewel ook in Steenbergen de zusters gevestigd bleven. In Roosendaal wijdden ze zich aan de verpleging. Na 1970 zijn de zusters vertrokken naar Waterstraat 65, eveneens te Roosendaal.
In de zomer van 2016 verhuisden de laatste zeven zusters naar Zorgcentrum St. Elisabeth, Wouwstraat 21 te Roosendaal.

## Stichtingen
- Het Sint-Jacobs-godshuis uit 1437, een tehuis voor bejaarden aan de Hagestraat 10 te Haarlem werd vanaf 1853 door de zusters bestuurd. In 1855 kwam er een kapel en in 1966 verhuisden de bejaarden naar Sint Jacob in de Hout aan Zuiderhoutlaan 1, alwaar ook enkele zusters gingen werken.
- Het Sint-Jacobsgesticht te Dordrecht, aan de Groote Kerksbuurt. Het Weeshuis werd in 1925 overgedragen aan de Kleine Zusters van de Heilige Joseph.
- In Oostburg stichtten de zusters het Sint-Antoniusgesticht aan Langestraat 49. Vanaf 1926 wijdden ze zich ook aan wijkverpleging.
- In Oudenbosch waren de zusters gevestigd aan West Vaardeke 11.
- In Oud Gastel was vanaf 1866 een klooster aan de Veerkensweg A 284, het Sint-Jozef Gesticht. De zusters beoefenden verpleging, onderwijs, bejaardenzorg en wijkverpleging.
- In 't Veld gaven de zusters onderwijs.
- In Venray aan Merseloseweg 30 werd ziekenverzorging en wijkverpleging beoefend.
- In Warmond verzorgden de zusters de huishouding voor het grootseminarie aldaar. Ze waren gevestigd aan de Mgr. Aengenentlaan 1, van waar ze in 1967 vertrokken.
- In Zundert vestigden de zusters zich aan de Sint Elisabethlaan 2. In 1904 droegen ze het gesticht aldaar over aan de Franciscanessen "Alles voor Allen".